# Canal+ Kuchnia
Canal+ Kuchnia es un canal de televisión privado de pago de Polonia, perteneciente a Canal+ Polska. Se trata de un canal con programación de cocina.

## Historia
El canal inició emisiones como Kuchnia.tv el 30 de septiembre de 2006, siendo el primer canal de televisión polaco dedicado a la programación culinaria.
El 11 de noviembre de 2011, el canal pasó a llamarse Kuchnia+ y comenzó a emitir en HD. Desde entonces, el canal no solo se encuentra disponible en Canal+, sino que también se encuentra disponible en Polsat Box y plataformas de cable.
El 1 de septiembre de 2014, el canal cambió su imagen corporativa.
El 15 de abril de 2021, el canal cambió su nombre a Canal+ Kuchnia y adoptó su actual imagen corporativa.

## Programación
La programación del canal incluye tanto programación polaca como internacional. Durante el día, emite programas instructivos, recetas rápidas e ideas de comidas infantiles. Por la noche, emite documentales, viajes culinarios, reality shows, series y largometrajes. Diariamente se emite una programación temática diferente.
- Lunes: Kolacje Mistrzów
- Martes: Slow Food
- Miércoles: Dokumenty
- Jueves: Restauracje
- Viernes: Impreza
- Sábado: Podróże
- Domingo: Zbliżenia

## Imagen corporativa

2006 - 2011
2011 - 2014
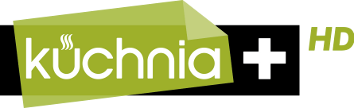
Logo en HD
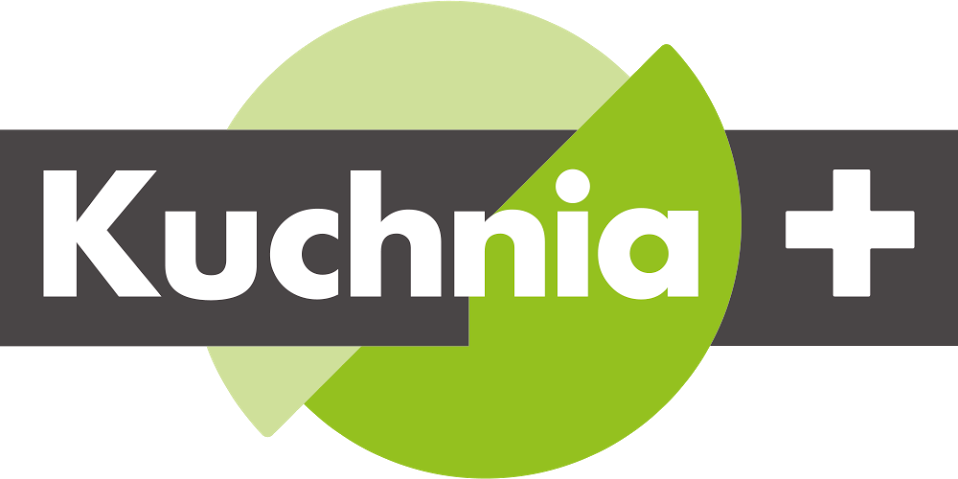
2014 - 2021
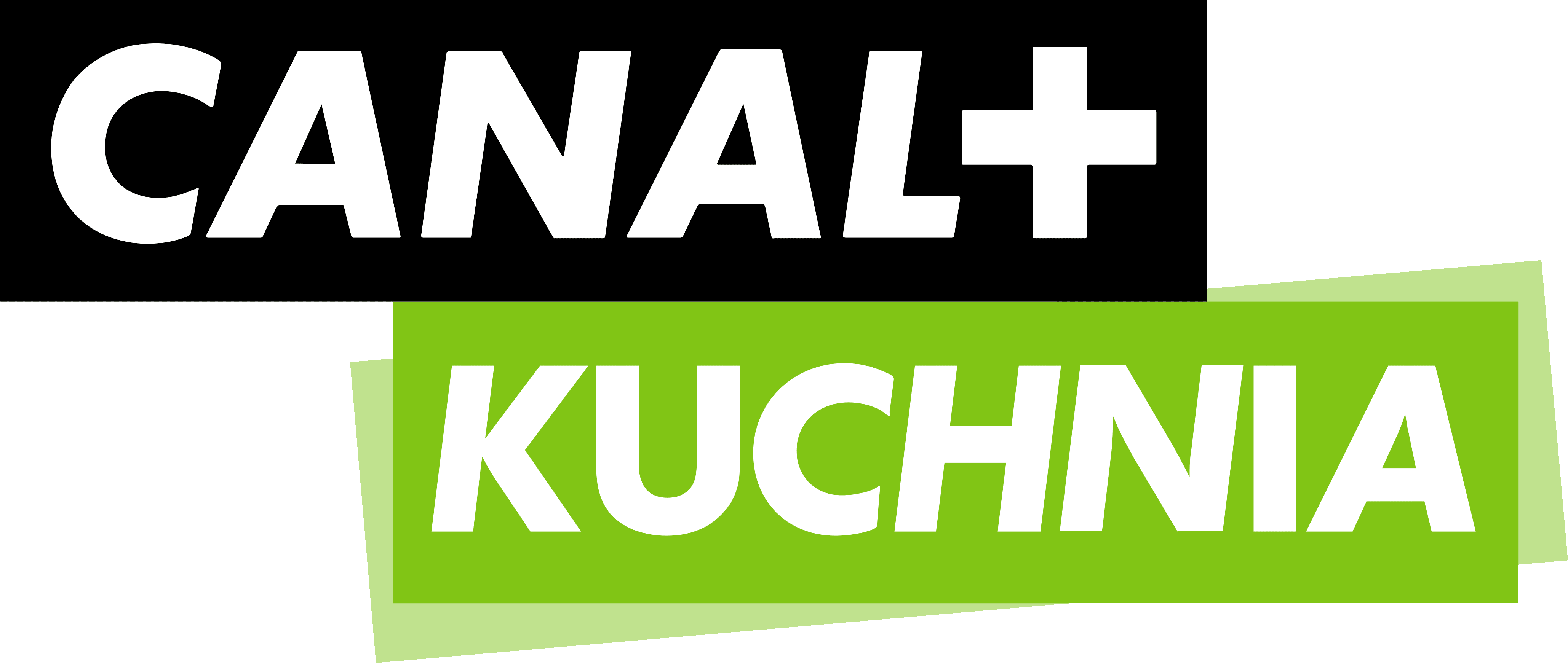
Desde 2021